# Peter Zagar
Peter Zagar (* 21. prosince 1961 Bratislava) je slovenský hudební skladatel, redaktor a publicista. Studoval na Vysoké škole múzických umění v Bratislavě u Ivana Hrušovského (1981–1986). Pracoval v Hudebním informačním středisku ve Slovenské filharmonii, od roku 2000 vede ediční oddělení Hudebního centra. Člen souboru VENI ensemble (1987–1993), Požoň sentimentál, VAPORI del CUORE (od 1993) a jiných.

## Dílo

### Výběr skladeb
- 1986 Koncert pre orchester
- 1993 Štyri skladby pre sláčikový orchester
- 1994 Bozkali sa a plakali…
- 1996–1998 Kvinteto pro klarinet, housle, violu, violoncello a klavír
- 1997 Apocalypsis Iohannis pro sóla, sbor a smyčcový orchestr
- 2000–2005 Blumentálske tance č. 1-6

### Balet
- 2006 Sen noci svatojánské, velký balet o čtyřech dějstvích

### Scénická hudba
- 1994 Hudba k inscenaci hry Blaha Uhlára a kol. Eo Ipso (Divadlo Stoka)
- 1998 Hudba k inscenaci jednoaktovek Antona Pavloviče Čechova Pytačky a Medveď (Divadlo Andreje Bagara, Nitra); oceněno cenou DOSKY – Divadelní cena sezóny
- 1999 Hudba k inscenaci hry Lenky Lagronové Terezka (Divadlo Andreje Bagara, Nitra); nominace na cenu DOSKY
- 2000 Hudba k inscenaci hry Bertolta Brechta Svadba (Divadlo Andreje Bagara, Nitra)
- 2004 Hudba k inscenaci jednoaktovek Ingmara Villqista Bezkyslíkovce (Divadlo Andreje Bagara, Nitra)
- 2005 Hudba k inscenaci Svěcení jara Igora Stravinského a Petra Zagara (Divadlo Andreje Bagara, Nitra)
- 2007 Hudba k inscenaci hry Jána Uličianského Veveričky (Divadlo Andreje Bagara, Nitra)